# Бангладешско-вьетнамские отношения
Бангладешско-вьетнамские отношения ― двусторонние дипломатические отношения между Бангладеш и Вьетнамом. У Бангладеш имеется посольство в Ханое, а у Вьетнама есть посольство в Дакке.

## История
11 февраля 1973 года Бангладеш установила связи с Вьетнамом. Бангладеш была второй страной Азии и первой страной Южной Азии, которая признала и установила дипломатические отношения, на уровне послов, с Временным революционным правительством Республики Южный Вьетнам (июль 1973 г.). Премьер-министр Халеда Зиа была первым главой правительства Бангладеш, посетившим Вьетнам в мае 2004 года. В 2013 году два народа отметили 40-летие установления дипломатических отношений. Премьер-министр Шейх Хасина посетила Вьетнам в 2012 году для развития связей. Президент Бангладеш Абдул Хамид посетил Вьетнам с государственным визитом в августе 2015 года. Его принял президент Вьетнама Чыонг Тан Санг.

## Экономические отношения
Бангладеш является крупным импортером цемента из Вьетнама. В 2016 году Бангладеш импортировала из Вьетнама цемента на сумму 141 млн долларов США. Вьетнамская компания Vinamilk стала партнером Bigbiz в Бангладеш для продажи своей продукции в Бангладеш в январе 2017 года. В 2013—2014 годах Бангладеш экспортировал во Вьетнам товаров на сумму 55,95 млн долларов и импортировал товаров на сумму 582,24 млн долларов. Выручка Бангладеш от экспорта из Вьетнама в 2018—2019 финансовом году составила 53,47 млн долларов. В течение этого периода в первую десятку экспортируемых товаров, на долю которых приходилось 54,81 % экспорта, входили: свежие, охлаждённые, заморожённые, соленые кишки, мочевые пузыри и желудки животных; кожа животных без шерсти; одинарная пряжа из джута или других волокон на текстильной основе; мешки и сумки из джута; шлак, окалина, и т. п. при производстве чугуна или стали; семена кунжута; лекарства; джутовое сырье и футболки, жилеты из хлопкового трикотажа. В 2017—2018 финансовом году импорт Бангладеш из Вьетнама достиг 594,69 млн долларов. В первую десятку товаров, импортируемых Бангладеш из Вьетнама, вошли: цемент и цементные клинкеры; рис; телефонные аппараты и сотовые телефоны; галька, камни и гравий; хлопчатобумажная пряжа, кроме швейных ниток; синтетическая пряжа; кожа, дополнительно подготовленная после дубления или образования корки; конструкции и части конструкций; ткани из синтетической филаментной пряжи; натуральный каучук и аналогичные натуральные камеди.